# Caesalpinia pumila
Caesalpinia pumila är en ärtväxtart som först beskrevs av Nathaniel Lord Britton och Joseph Nelson Rose, och fick sitt nu gällande namn av Frederick Joseph Hermann. Caesalpinia pumila ingår i släktet Caesalpinia och familjen ärtväxter. Inga underarter finns listade i Catalogue of Life.